# Ia Boòng
Ia Boòng là một xã thuộc tỉnh Gia Lai, Việt Nam.
Xã Ia Boòng có diện tích 51,84 km², dân số năm 2002 là 4.183 người, mật độ dân số đạt 81 người/km².